# Cowi

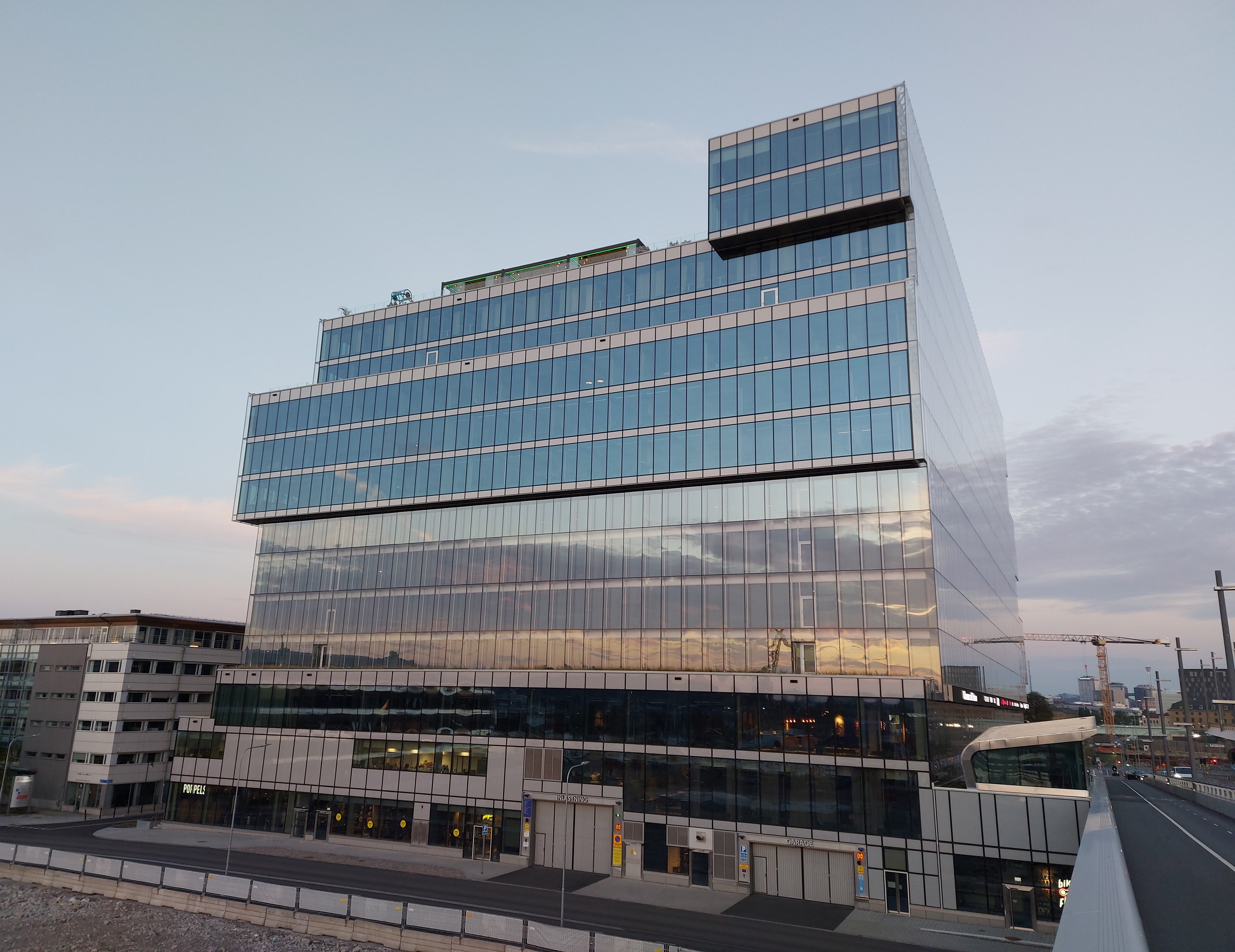
COWI:s huvudkontor i Göteborg

COWI AB är ett internationellt teknikkonsultbolag, specialiserad inom, infrastruktur, hållbar energi, stora byggnader samt klimatanpassning och vatten med huvudkontor i Göteborg. COWI AB ägs i sin tur av det danska företaget COWI A/S. 2022 fattades beslutet att bolaget slutar med att ta uppdrag relaterade till fossila bränslen och inom 3-5 år ska 100 procent av bolagets intäkter komma ifrån gröna hållbara projekt.
COWI-koncernen har varit involverad i och drivit över 17 000 projekt i 200 länder. I Sverige finns sammanlagt tio kontor från Malmö i söder till Karlstad i norr. COWI har 877 anställda på dessa kontor, fördelat på bland annat ingenjörer, geologer, samhällsplanerare och arkitekter.

## Historik
Företagets föregångare bildades 1930 av den danska civilingenjören Christen Ostenfeld. Företaget benämndes då som Tekniske doktor Christen Ostenfald, Rådgivande Civilingenjör. 16 år senare blev Wriborg Jønson delägare och firman kallade sig då Chr. Ostenfeld & W. Jønson. 1946 tog företaget de två delägarnas initialer och sammanförde dessa till det nuvarande namnet COWI.
År 2009 köpte det danska huvudbolaget COWI A/S upp den västsvenska konsultbyrån Flygfältsbyrån, som grundades av civilingenjör Nils Lilljegren 1947, och dess dotterbolag FB Management och AEC. I samband med uppköpet bildades svenska COWI AB. 
Den 1 mars 2019 tog Anders Wiktorson över posten som VD för COWI AB.

## Ägandeskap
COWI AB är en del i huvudbolaget COWI Group. COWI AB är ett privatägt aktiebolag, där samtliga anställda erbjuds möjlighet att personligen äga en del av de aktier som finns i företaget. I dagsläget ägs cirka 18 % av medarbetarna, medan resten av bolaget ägs av COWIfonden.

## Större projekt
COWI har blivit känt för större internationella infrastrukturprojekt, framför allt stora broar. 2016 fick COWI kontraktet att konstruera tunneln för Fehmarn Bält-förbindelsen. Det blir det största infrastrukturprojektet i Danmarks historia och den längsta sänktunneln i världen.
- Aggersundbroen (1938–1942)
- Rävsundsbron (1963)
- Alssundbron (1978–1981)
- Stora Bältbron (1998)
- Köpenhamns metro (1994–2023)
- Öresundsförbindelsen (1995–2000)
- Skuespilhuset i Köpenhamn (2008)
- Danmarks Radios Konserthus (2009)
- Osman Gazi Bridge (Osman Gazi Köprüsü) i Turkiet (2011–2016)
- Fehmarn Bält-förbindelsen (2019–2029)